# 夏川リアナ
夏川 リアナ（なつかわ りあな、1988年12月3日 - ）は、日本の元AV女優。

## 略歴・人物
2008年に「藤崎エリナ（ふじさき えりな」としてAVデビュー。93cm・Fカップの巨乳の持ち主である。
デビュー後しばらくして「夏川リアナ」に改名した。同名であった藤崎エリナとは別人である。

## 出演作品

### アダルトビデオ

#### 藤崎エリナ 名義
2008年
- 特別★女子校内身体測定 （3月20日、ヒビノ）…オムニバス作品 他出演:丸山茜、米山麗奈、伊吹ゆうな、川本凛、川瀬七夏、安西みい菜、長澤優、石倉麻美、佐久間あり、浜川美雨
- 新入女子社員酔わせてレイプ 泥酔女子社員 （4月4日、ヒビノ）…共演:工藤れいか、常盤あすか、観月さな、露野卓美
- 湯けむりナンパ 4 （4月4日、ナチュラルハイ）他出演:飯島くらら ほか ※「はるな」名義
- お見合い乱交大浴場 （4月4日、アキノリ）共演:国仲ありす、那月りの、福沢あや、高橋美香、みりあ、佐伯奈々、福山まりな、れんな、りん、菅原とも、丸山茜、浜名優、なぎさ、さやか、ひなの、片岡美沙、みずしまゆうか、鈴木千里、桜井エミリ、泉まりん
- 牝穴 Vol.2 （5月26日、コージィ）
- 熟れたマンコで陰茎を貪り尽す美麗ミセス 2 （6月13日、コージィ）

#### 夏川リアナ 名義
2008年
- &Fashion 102 （5月9日、ゴーゴーズ）
- 触手アクメ 2 （5月22日、SODクリエイト）共演:一戸のぞみ、新垣さや
- 淫乱スタイルGALS☆乱交病棟 （6月19日、kira☆kira）共演:山下優、彩花ゆめ、桜井エミリ、愛菜りな、凛華、沢尻もも美
- Gカップ以上の巨乳が採用条件の歯科衛生士さん （8月22日、チェリーズ）
- 街のHステーション エ○ーソンへようこそ! （9月13日、カルマ）
- デカパイでか尻ソープ嬢 （11月1日、ワンズファクトリー）
- 全員Fカップ以上! 巨乳ギャル露天風呂!!Vol.02 （11月6日、GARCON）共演:南沙也香、沢北希望 ほか
- 巨乳天国 おっぱいパブ 3 （12月4日、ROCKET）共演:浜崎りお、大塚咲、鈴香音色、平井柚葉
- 遂にここまで進化した!! ストップモーション機能付きケータイを手に入れた! （12月18日、SODクリエイト）…共演:MARIMO、夏川るい、さくら愛々

2009年
- 接吻や乳首を舐められながら手コキされた僕。 4 （1月1日、ワンズファクトリー）他出演:紅音ほたる、風間ゆみ、艶堂しほり、かのん、吉川莉奈、中森玲子、羽田未来、七咲楓花、モカ
- FELLATIO FESTIVAL 12 （1月1日、アイデアポケット）他出演:凛、白咲亜衣、愛菜りな、MAKI、桐島ひかり、三葉もえ、七海、彩花ゆめ、わさび、稲森ケイト、河本愛、葉山沙希、あいみ、乙音奈々
- 巨乳・爆乳 全身マッサージ vol.3 （1月16日、映天）他出演:えみり、葉月奈穂、渡部准、真田リサ、羽野理沙、浅田もえ、青山れあ、門倉真紀、里原あみ
- 巨乳・爆乳 おっぱい接写 vol.1 （1月16日、映天）他出演:葉月奈穂、真田リサ、羽野理沙、片瀬りこ、小澤新音、佐野るる、和希もも、西本美羽、鈴香、黒川さな
- kira☆kira フェラチオ学園祭 Vol.2 （1月19日、kira☆kira）他出演:渋谷あすか、小坂めぐる、桜井エミリ、凛華、明佐奈、愛内あみ、堀北ハルカ、楓まお、石川みずき、仲村ろみひ、一戸のぞみ、沢尻もも美、梨々花、姫咲まりあ
- 巨乳・爆乳 乳揉み VOL.4 （2月6日、映天）…オムニバス作品 他出演:青葉優希、篠田まい、羽野理沙、宮崎あい、蜜井とわ、辻さき、乙宮ゆう、ひなの、伊東このみ、門倉真紀
- 渋谷BLACK VS 関東ギャルサー連合 伝説の最強ギャルサー渋谷BLACK復活なるか!? （3月5日、GARCON）共演:澄川ロア、凛音涼子、渋谷梨果、平井柚葉、千野美帆、三上リオン、中野みづほ、西木美羽
- 第3回 史上最強ギャル キャットファイトグランプリ!! 予選ラウンド （3月5日、GARCON）共演:深田梨菜、桃咲まなみ、平井柚葉、黒澤エレナ、千野美帆、アリサ、西木美羽
- PARTY GIRLS=BITCH＋GIRL'S bar＋MUSIC＋SAKE＋SEX SPECIAL EDIT.01 （3月12日、プレステージ）共演:千野美帆、吉井花梨、西山あき ほか
- 新卒男子に集団逆セクハラ2!! （4月4日、GARCON）…共演:澄川ロア、深田梨菜、千野美帆、伊藤れん、梅宮リナ
- もしも…こ〜んな 巨乳だらけの混浴露天風呂があったら? (5月13日、カルマ)共演:桃咲まなみ、蜜井とわ、浅田ちち、浜崎りお、鈴香音色、高嶺みりあ、桐島ひかり、西木美羽、羽田未来、岡本きら、宮崎あい、国見奈々、根本あきこ、芽衣奈
- チマタでウワサの患者の下半身を癒す内緒の裏アルバイトをしている萌えあがる夜勤ナースがいる総合病院に密着24時 （6月4日、ディープス）…オムニバス作品 他出演:石川みずき、千野美帆 ほか
- 巨乳ギャルレズレスリング!! （6月4日、GARCON）…共演:澄川ロア、千野美帆、凛音涼子、渋谷梨果、深田梨菜
- 巨乳・爆乳 乳舐め吸い VOL.5 （6月5日、映天）…オムニバス作品 他出演:倉田茜、鈴香音色、伊東このみ、葉月奈穂、木下レイ、秋乃マロン、ひなの、門倉真紀 ほか
- 隣の未亡人と三姉妹 （8月11日、グラフィティジャパン）…共演:雪乃、艶堂しほり、倖田みらい
- 巨乳・爆乳 授乳手コキ VOL.5 （9月4日、映天）…オムニバス作品 他出演:飯浜紀香、うるみゆう、七尾みつみ、三浦まい、木下レイ、武田もも、青木春、櫻庭茜、鈴花
- もしもアナタが…巨乳だらけの女子高で超能力を使えたら? （9月13日、カルマ）…共演:南つかさ、宮内のん、響愛莉、後藤欄、水城あん、星川えり、真矢ゆき、風見えり、向山レイコ
- Honey Pot 08 （10月23日、リバイバル）

2010年
- KARMA設立5周年プレミアム感謝祭! 巨乳!巨乳!巨乳!ボインボインバスツアー (1月13日、カルマ)共演:浜崎りお、蜜井とわ、桃咲まなみ、南芽衣奈、岡本きら、鈴香音色、高峰みりあ、国見奈々、根本あきこ、羽田未来、西木美羽、桐島ひかり、浅田ちち、宮崎あい